# Jania radiata
Jania radiata Yendo, 1905  é o nome botânico de uma espécie de algas vermelhas pluricelulares do gênero Jania.
São algas marinhas encontradas no Japão, Coreia e na Micronésia.

## Sinonímia
- Corallina radiata Yendo, 1902